# Sansari
Sansari fou un estat tributari protegit, una thikana feudatària de Mewar. Els seus governants procedien del Gujarat i eren suposats descendents del rajà Tribhuvanpal, el darrer rei solanki de Gujarat (1241-1244); expulsats de les seves terres al segle XV es van retirar a Bhinai, al districte d'Ajmer, sota Raja Deepa Singh Solanki. Més tard el seu fill Thakur Bhoj Singh va emigrar i es va establir al poble de Lach a la regió de Sirohi, però fou mort pel raja de Sirohi en la darrera de 17 batalles i van perdre els seus dominis, però van seguir buscant un lloc per establir-se i Rai Mal es va establir a Kumbalgarh i el maharana homònim Rai Mal (1473-1509) li va cedir la pargana de Desuri i 363 pobles a Godwar i Mewar a canvi de combatre una revolta dels madrecha chauhans rajputs. El seu fill Sanwant Singh va rebre Roopnagar i al morir va repartir els seus territoris entre els seus fills (1536), un que va rebre Roopnagar (Devraj Singh) i un que va rebre Siryari (Thakur Khet Singh). Bhopat Singh (net de Sanwant Singh) va perdre Siryari i va rebre en compensació Sansari el 1607 que li va cedir Thakur Askaran Solanki de Jojawar.

## Llista de thakurs
- Thakur Khet Singh de Siryari 1536-?
- Thakur Singh Singh de Siryari (fill)
- Thakur Bhopat Singh de Siryari i des de 1607 de Sansari (fill)
- Thakur Deokaran Singh (fill)
- Thakur Sardar Singh (fill)
- Thakur Artod Singh (fill)
- Thakur Jeevandas (fill)
- Thakur Nahar Singh (fill)
- Thakur Jawan Singh (fill)
- Thakur Madho Singh (fill)
- Thakur Ram Singh (fill)
- Thakur Bhopal Singh (fill)
- Thakur Jai Singh (fill)
- Thakur Manohar Singh (fill)

## Bandera
Triangular safrà amb para-sol brodat blanc al mig